# 神奈川県立茅ケ崎高等学校
神奈川県立茅ケ崎高等学校（かながわけんりつちがさきこうとうがっこう）は、神奈川県茅ヶ崎市に所在する公立の高等学校。

## 設置学科
- 全日制課程 普通科
- 定時制課程 普通科

## 沿革
（沿革節の主要な出典は公式サイト）
- 1948年（昭和23年） - 茅ヶ崎市立茅ヶ崎高等学校として開校（前身は茅ヶ崎市立青年学校）。
- 1951年（昭和26年） - 茅ヶ崎市から神奈川県に移管。神奈川県立茅ヶ崎高等学校となる。
- 1952年（昭和27年） - 現在地に移転
- 2008年（平成20年） - 創立60周年記念式典挙行。
- 2018年（平成30年） - 創立70周年記念式典挙行。

## 学校行事
6月…体育大会   、7月…球技大会 、9月…茅高祭(文化祭) 、10月…ナイトハイク、12月…球技大会 、3月…合唱祭(1.2年のみ)
学校行事で特徴的なのは「ナイトハイク」と呼ばれる行事である。南足柄市の大雄山から学校までの40キロメートルを一晩かけて歩き通す。
運営に関しては、実行委員の生徒が下見をし、途中休憩するコンビニなどに挨拶し、全生徒が通過した後に使用したコンビニのトイレ清掃や、各要所に看板(通路案内)を持って立つなどの仕事をしている生徒が中心となった行事である。

## 部活動
チアリーディング部「ランサーズ」、水泳部、女子バスケット部、ソフトテニス部などが上位成績を上げている。文化部では、以前は吹奏楽部が4年連続東関東大会出場という時代もあったが、最近は低迷している。その他、合唱部、放送部なども健闘している。

## 校歌
- 作詩：大木惇夫[2]
- 作曲：鯨井孝

## 交通
- JR東海道線(上野東京ライン・湘南新宿ライン)・相模線茅ケ崎駅 徒歩20分
- 茅ケ崎駅北口より神奈川中央交通藤沢駅行きもしくは辻堂駅行きバス7分「茅ヶ崎高校前」下車すぐ
- JR相模線北茅ケ崎駅 徒歩15分

## 著名な出身者
- 平川弘 - （元サッカー選手）[3]
- 山宮恵一郎 - （総合格闘家）[4]
- OKI - （アイヌ音楽のミュージシャン）[5]
- 佐藤水菜　- （女子競輪選手）[6]
- 二階堂ヒカル - （漫画家）[7]

## 神奈川県立茅ケ崎高等学校を舞台とした作品
- 海の上の君は、いつも笑顔。 - 喜多一郎監督/脚本、2009年5月公開。2008年10月3日、4日には当校で撮影が行われ在校生がエキストラとして出演した[8]。